# Jean-Claude Mézières
Jean-Claude Mézières (født 23. september 1938, død 23. januar 2022) var en fransk tegneserietegner, der især er kendt for sammen med barndomsvennen Pierre Christin at have skabt science-fictionserien Linda og Valentin. Han har også været konceptuel designer på flere film, heriblandt Luc Bessons Det femte element (1997).